# Bullseye Mountain
Der Bullseye Mountain ist ein abgerundeter und hauptsächlich eisbedeckter Berg in der antarktischen Ross Dependency. Er ragt 6 km nordwestlich des Mount Ropar aus dem Peletier-Plateau in der Queen Elizabeth Range des Transantarktischen Gebirges auf.
Das Advisory Committee on Antarctic Names benannte ihn 1965 deskriptiv in Anlehnung an seine halbkreisförmig konzentrische Bänderung aus Schnee auf der Südseite, die an eine Dartscheibe erinnern.